# Бодиско, Александр Петрович
Александр Петрович Боди́ско (9 августа 1932, Ростов-на-Дону — 26 июня 1994, Москва) — советский и российский шахматист, международный мастер ИКЧФ (1992 год)), тренер гроссмейстера Евгения Юрьевича Наера, основатель шахматной школы «Этюд» (Москва,1988 год).
Финалист чемпионатов мира по заочным шахматам (1982 и 1987 годы), финалист чемпионата Европы по заочным шахматам (1986 год).
Окончательно к тренерской работе А. П. Бодиско перешел в 1975 году, возглавив шахматную секцию МИИТа (Московского института инженеров транспорта). За институт под руководством Бодиско играло созвездие талантливых шахматистов (все будущие гроссмейстеры): Дмитрий Гуревич, Игорь Наумкин, Григорий Кайданов, Игорь Бердичевский, а также международные мастера Максим Орлинков, леонид Шамчук, Игорь Гольденберг. МИИТ под руководством Бодиско из года в год занимал место в тройке призеров ВУЗов Москвы.
Из учеников шахматной школы «Этюд» (гроссмейстер Евгений Наер, международные мастера Александр Захаров и Ольга Лысова, чемпионы Москвы Илья Шашнов и Ярослав Смирнов) в средней школе № 962 (Москва) А. П. Бодиско сформировал команду, которая выиграла последний всесоюзный турнир пионерских дружин «Белая ладья» (Луганск, 1991 год).
На первой всемирной юношеской шахматной Олимпиаде (Испания, Линарес, 1993 год) А. П. Бодиско выставил команду, составленную из учеников ШШ «Этюд» (гроссмейстер Владимир Малахов, международный мастер Александр Захаров и др.). Команда разделила 3-4 места, опередив США и лучшие команды Европы.
В 1997 году воспитанник А. П. Бодиско и ученик ШШ «Этюд» международный мастер Александр Захаров (капитан и первая доска юношеской сборной России) выиграл олимпийское золото (Югославия, Белград, 1997 год).
А. П. Бодиско скончался 26 июня 1994 года в Москве во время шахматной партии в Центральном Доме Шахматиста. Похоронен на 50-м участке Долгопрудненского кладбища (г.Долгопрудный, Московская область).